# Givron
Givron – miejscowość i gmina we Francji, w regionie Grand Est, w departamencie Ardeny.
Według danych na rok 1990 gminę zamieszkiwało 95 osób, a gęstość zaludnienia wynosiła 13 osób/km².